# چاه درختی

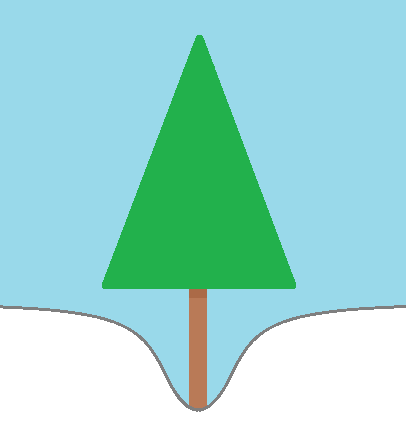
نمودار چاه درختی

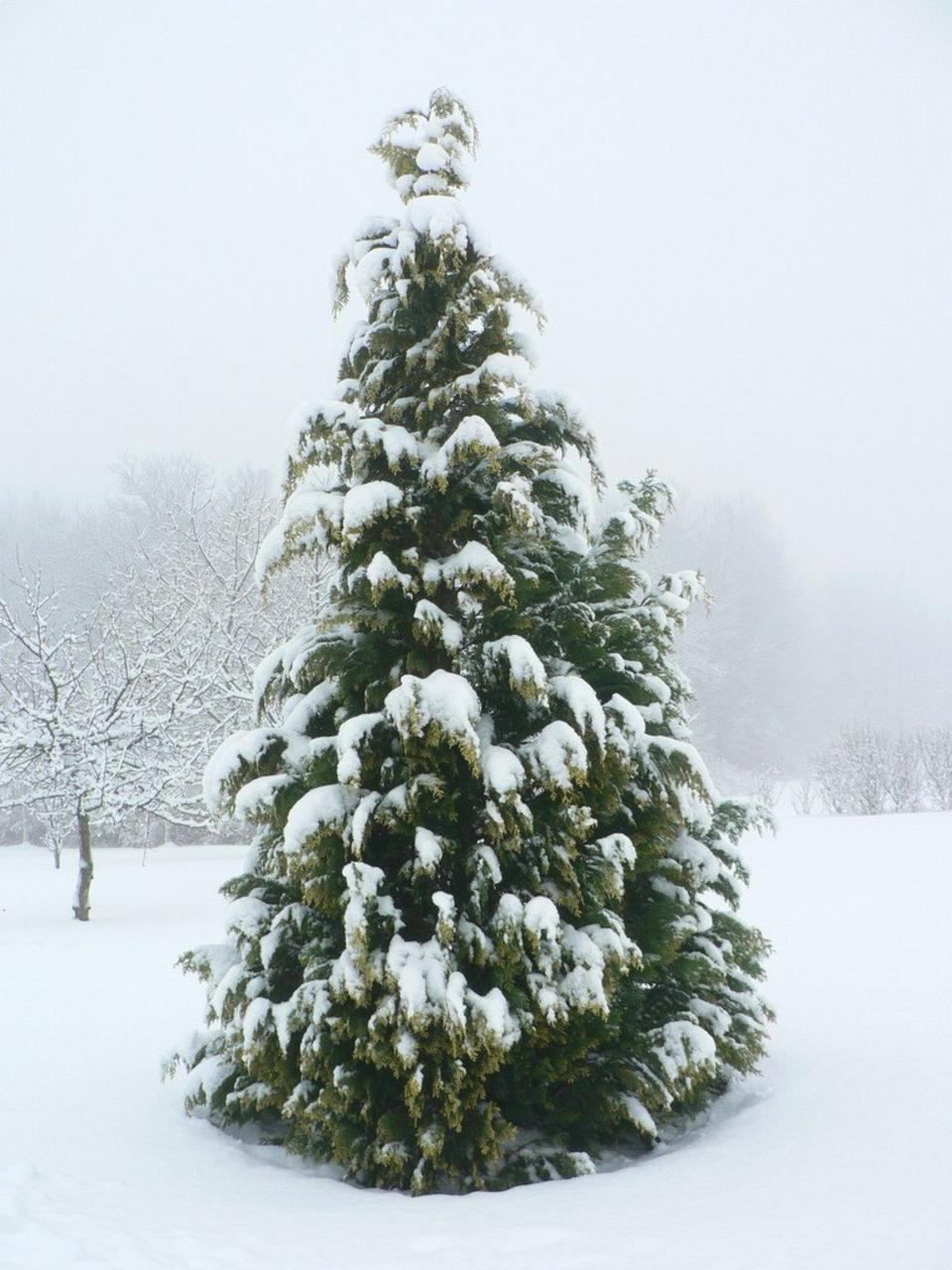
درخت سرو به زمین پیرامون خود پناه می‌دهد و چاه درختی را به خوبی ایجاد می‌کند.

چاه درختی که به آن تله صنوبر نیز می‌گویند، فضای پیرامون درخت زیرشاخه‌های آن است که به اندازه فضای باز پیرامون آن برف نمی‌بارد. این یک فضای خالی یا ناحیه‌ای از برف شل در زیر شاخه‌ها و اطراف تنه ایجاد می‌کند که برای هر کوهنورد، برف‌سواری، اسکی‌باز، اسنوبردسوار و برف‌رو که داخل آن می‌افتد، خطرناک است. اگر شخصی در چنین چاهی فرود بیاید، اغلب در نتیجه سقوط، ممکن است برای او چنان عمیق باشد که پیش از دفن شدن از برف شل پیرامونی، بتواند بالا بیاید. با خطرناک‌تر شدن وضعیت، اغلب در اثر تصادفی که می‌تواند زخمی یا بیهوش شود، به داخل چاه می‌افتند.
در ایالات متحده، به‌طور میانگین سالانه چندین اسکی‌باز یا اسنوبرد بر اثر غوطه‌ور شدن در برف نامرتبط با بهمن جان خود را از دست می‌دهند.
در ژانویه ۲۰۲۲، آماندا کارلین آسای بازیکن بیس‌بال و هاکی روی یخ کانادایی بر اثر سقوط در چاه درختی در حین اسکی در پیست اسکی Whitewater جان باخت.